# Saales
Saales (alsacià Sààl) és un municipi francès situat al departament del Baix Rin i a la regió del Gran Est.
Forma part del cantó de Mutzig, del districte de Molsheim i de la Comunitat de comunes de la Vall de la Bruche.

## Demografia
| 1962 | 1968 | 1975 | 1982 | 1990 | 1999 |
| ---- | ---- | ---- | ---- | ---- | ---- |
| 845  | 905  | 830  | 780  | 779  | 853  |

## Administració
| Període   | Identitat      | Partit |
| --------- | -------------- | ------ |
| 1983-1989 | Renée Klauser  |        |
| 1989-1995 | Pierre Gobinet |        |
| 1995-     | Jean Vogel     |        |